# Пеклушенко, Александр Николаевич
Александр Николаевич Пеклушенко (укр. Олександр Миколайович Пеклушенко; 29 августа 1954, Запорожье, УССР, СССР — 12 марта 2015, Солнечное, Запорожская область, Украина) — украинский политик и общественный деятель.
Председатель Запорожской областной государственной администрации (2011—2014). Депутат Верховной Рады Украины IV, V, VI созывов.

## Биография
В 1969—1970 годах работал фрезеровщиком Запорожского экспериментального завода. В 1974—1976 гг. — служба в Вооружённых Силах СССР.
В 1976—1977 годах был заместителем директора Николаевско-Подольского объединения Запорожского облпотребсоюза. В 1977—1981 году являлся заведующим филиалом комплексного питания, директором Комбината общественного питания в Запорожье.
В 1981—1982 гг. — глава правления Пологовского райпотребсоюза Запорожского облпотребсоюза.
В 1982—1986 гг. — инструктор Запорожского обкома Компартии Украины.
В 1986—2002 гг. — председатель правления Запорожского облпотребсоюза.

### Политическая карьера
С марта 2002 года — народный депутат Украины ІV-VІ созывов. В Верховной Раде ІV созыва от лояльного к Президенту Леониду Кучме избирательного блока За единую Украину!, последующие два — от Партии регионов (член президиума политсовета партии). В Верховной Раде VI созыва — заместитель лидера фракции Виктора Януковича. Заместитель главы Комитета Верховной рады по вопросам бюджета.
3 ноября 2011 года указом президента Украины Виктора Януковича назначен председателем Запорожской областной государственной администрации.
Во время противостояний в Запорожье в январе 2014 года Александр Пеклушенко вышел к протестующим и заявил, что не сложит полномочия губернатора, а с билетом Партии регионов «жил, живёт и умрёт». В тот же день произошёл силовой разгон местного евромайдана милицией вместе с титушками.
24 февраля был вынужден покинуть совещание в обладминистрации. Активисты запорожского Майдана потребовали от Пеклушенко сложить полномочия, однако он в отставку не подал и отправился в командировку. Полномочия по руководству областью возложены на первого заместителя облгосадминистрации Виктора Емельяненко.
3 марта 2014 уволен с поста главы ОГА указом и. о. президента Александром Турчиновым.
12 марта 2015 года найден мёртвым в посёлке Солнечное на улице 8 марта. Правоохранители рассматривают версию самоубийства выстрелом в шею.
Пеклушенко стал третьим видным экс-регионалом, покончившим жизнь самоубийством в феврале-марте 2015 года (ранее было сообщено о самоубийствах Михаила Чечетова и Станислава Мельника). В связи с этим «Оппозиционный блок» заявил, что вина за смерть Пеклушенко, как и за кончину других политиков, «полностью и всецело лежит на нынешней власти, которая загнала и затравила этих беззащитных людей».
Похоронен на Байковом кладбище в Киеве. На церемонии похорон присутствовали Александр Ефремов и Александр Вилкул.

## Разгон запорожского евромайдана
Александр Пеклушенко стал одним из фигурантов дела о незаконном разгоне мирной демонстрации запорожского Евромайдана 26 января 2014 года. 23 сентября апелляционный суд Запорожской области принял решение, что дело в его отношении будут рассматривать в Кировограде, первое слушание назначено на 29 сентября. Областная прокуратура написала жалобы и обращения в Генпрокуратуру Украины из-за этого решения, ибо по мнению прокурора региона Александра Шацкого это «первый шаг к развалу дела».

## Образование
В 1982 году окончил Запорожский филиал Донецкого института советской торговли (квалификация — экономист).
В 2002 окончил Запорожский институт государственного и муниципального управления (квалификация — юрист).

## Награды
- Почётная грамота Кабинета Министров Украины (12.2003)[12]
- Заслуженный экономист Украины (11.2009)[13]

Почётный президент запорожского благотворительного фонда «Благовест».